# 公主頭
公主頭是一種女性髮型，源自於西歐童話故事中公主的形象，因而得名。公主頭基本上是中長髮的髮型，前方額前剪出瀏海，部分頭髮向後收束或綁辮，其餘部分自然放下。在童話造型中的公主頭大多是卷髮，但此髮型也適合直髮。
日本所流行的髮型姬髮式，名稱相當類似，但造型與中文所稱之公主頭略有出入。